# Bonellia macrocarpa
Bonellia macrocarpa es una especie que pertenece a la familia Primulaceae, algunos de sus nombres comunes son: niño de Dios, armolillo, guayaca, yacuate (Jalisco); pinicua (Sonora), rosadillo (Oaxaca); sacaté (Veracruz); sanjuán (Sonora y Sinaloa), siqueté (Chiapas) , shpat.za (Quintana Roo), muyché (Yucatán). En Panamá se la llama flor de la melancolía y en Venezuela se le llama Trompito.

## Clasificación y descripción

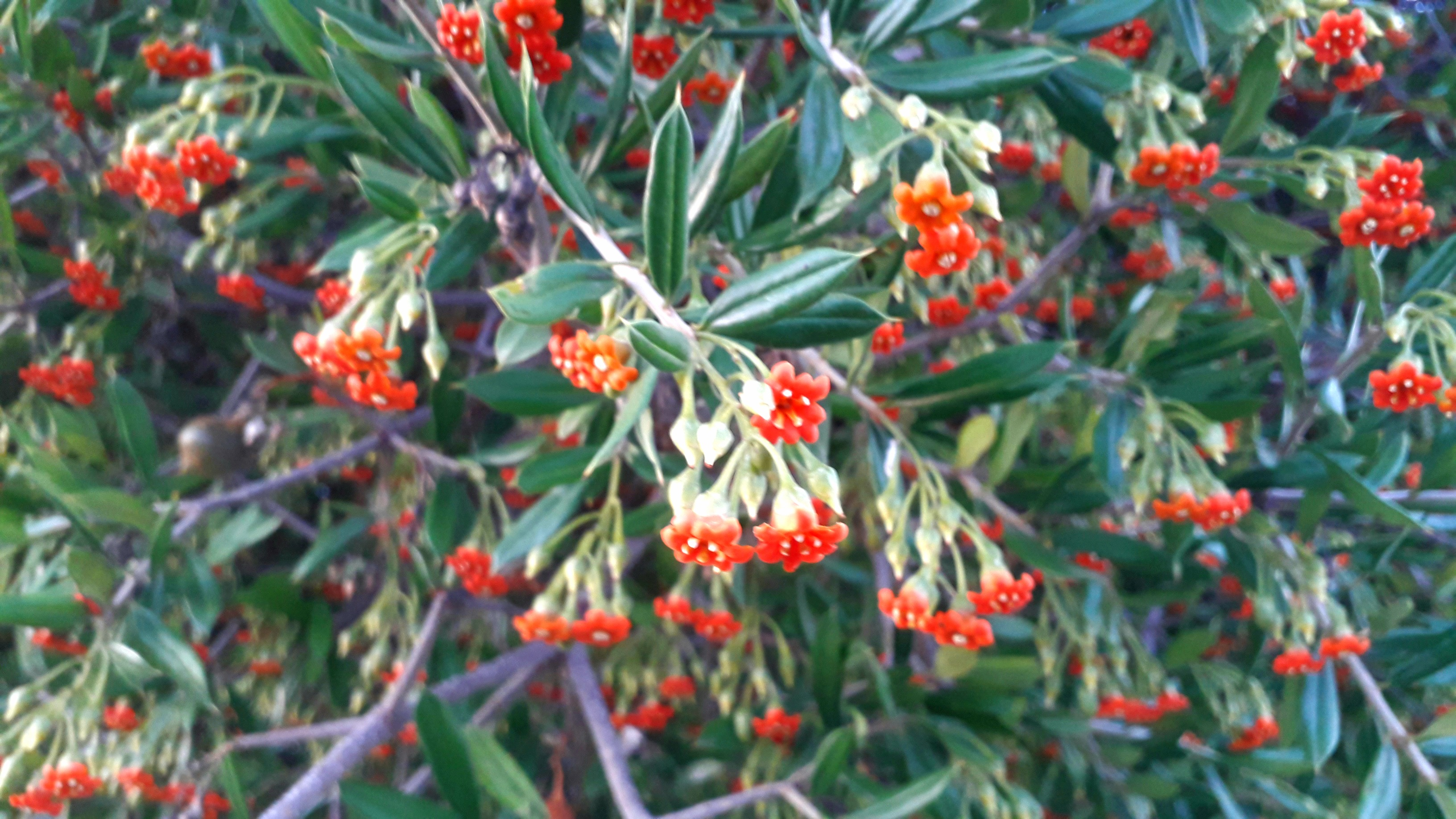
Inflorescencia

Árbol de hasta 10 m de alto y diámetro de hasta 40 cm, con tronco liso y cilíndrico, con ramas ascendentes y copa amplia, densa y oscura. Presenta una corteza externa de color pardo grisáceo, con fisuras superficiales pero fuertemente marcadas, de forma cuadrangular. La corteza interna es dura, con la parte más externa verde y la más interna amarillo pardusca. Grosor total de la corteza de 3 a 5 mm. Las ramas jóvenes son de color morenos oscuro hasta pardo grisáceo, longitudinalmente fisuradas, con algunas lenticelas grandes. Hojas; con yemas de 1 a 2 mm de largo, agudas, rodeadas por numerosas estípulas agudas, pubescentes. Estípulas de 1 a 2 mm de largo, lanceolados, pubescentes, caedizos. Hojas dispuestas en espiral y aglomeradas en las puntas de las ramas, simples; láminas de 2.5x0.5 a 6x2.6 cm, elípticas, oblanceoladas u obovadas, el margen entero, ápice agudo u obtuso, con una espina de 1 a 2 mm de largo, base aguda; de color verde intenso en ambas superficies, coriáceas, con el nervio marginal muy grueso y nervación fina paralela, glabras; pecíolo de 1 mm de largo, glabro. Las flores se encuentran en pequeños racimos terminales de 2,5 a 4 cm de largo, glabros; pedicelos de 5 a 9 mm de largo, glabros; flores actinomorfas con olor agradable; cáliz cupular, de 3 4 mm de largo, con 5 sépalos ovados, unidos en la base, imbricados, glabros; corola de color rojo o rojo anaranjado, de ca. 1 cm de largo, infundibuliforme, con 5 lóbulos de 3 a 4 mm de largo, redondeados, glabros; estambres 5, opuestos a los lóbulos de la corola, amarillos, insertos e incluidos en el tubo de la corola; anteras amarillas, estaminodios 5, ca. 2 mm de largo, rojos a anaranjados, redondeados, insertos entre los senos de la corola; ovario súpero, glabro, de 2 a 3 mm de largo, con estilo grueso de ca. 2 mm de largo, terminado por un estigma discoide. Los frutos tienen baya dura de color pardo grisáceo, de hasta 3 x 2.5 cm, subglobosa o elipsoidea, con el cáliz persistente, ápice redondo con el estilo persistente y muy agudo, base redondeada, lisa, glabra; contiene varias semillas, pardas y pequeñas, inmersas en una pulpa verde.

## Distribución y ambiente
Se encuentran en la selva baja caducifolia y en las zonas de sabana de la planicie costera del Golfo de México. Los árboles de esta especie poseen hojas en la época seca y las pierden al inicio de las lluvias. Florece de enero a mayo.  Los frutos maduran de febrero a julio. Se encuentran en México en Veracruz, Tabasco, Oaxaca, Campeche, Yucatán, Chiapas, Quintana Roo; Belice, Guatemala, El Salvador y Honduras.

## Importancia económica y cultural

### Usos
Su madera se utiliza para la fabricación de mangos de herramientas.